# Silurus grahami
Silurus grahami és una espècie de peix de la família dels silúrids i de l'ordre dels siluriformes.

## Morfologia
Els mascles poden assolir els 42,6 cm de llargària total.

## Distribució geogràfica
Es troba a Yunnan (Xina).